# Johannes Minckwitz (Schriftsteller)

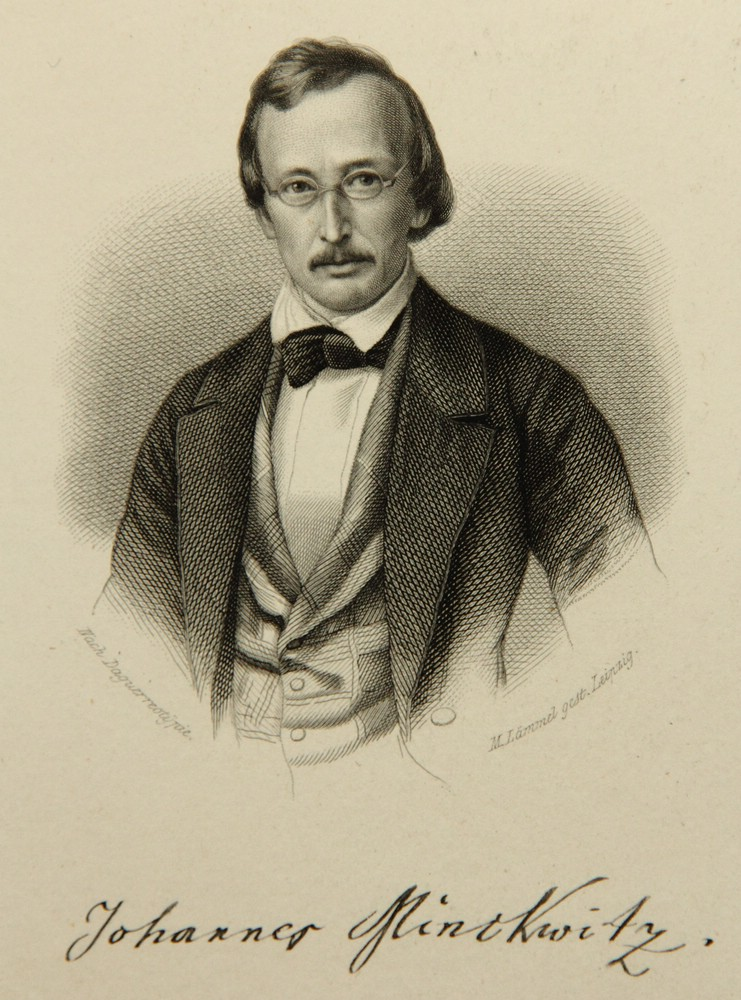
Johannes Minckwitz

Johannes Minckwitz (* 21. Januar 1812 in Lückersdorf, Oberlausitz; † 29. Dezember 1885 in Neuenheim bei Heidelberg) war ein deutscher Dichter, Übersetzer und Philologe.

## Leben und Wirken
Nach seinem Studium bekam Minckwitz 1840 für die Dauer von zwei Jahren eine Anstellung als Lehrer am Blochmannschen Institut in Dresden. 1855 konnte er sich an der Universität Leipzig habilitieren und hielt anschließend als Privatdozent Vorlesungen griechische und deutsche Dichtung. Weihnachten 1861 wurde er zum außerordentlichen Professor ernannt.
Minckwitz war der literarische Verwalter des Schriftstellers August von Platen und gab 1852 dessen poetischen und literarischen Nachlass in zwei Bänden heraus. Spätestens ab 1838, als er in seinen Literaturbriefen Platens Biographie veröffentlicht hatte, sah man Minckwitz auch als dessen legitimen literarischen Nachfolger.
Sein Sohn Johannes Minckwitz war ebenfalls Schriftsteller. Er bevorzugte, ein Meister des Schachspiels, späterhin jedoch die Aufgabe der Herausgabe von Schachliteratur.
Johannes Minckwitz fand seine letzte Ruhe auf dem Heidelberger Bergfriedhof in der (Abt. D).

## Werke (Auswahl)
als Autor
- Lehrbuch der deutschen Verskunst. 6. Auflage. Leipzig 1878.
- Taschenwörterbuch der Mythologie aller Völker. 6. Auflage. Leipzig 1883.
- Der Tempel. Mythologie aller Kulturvölker. 2. Auflage. Alfred Oehmigkes Verlag, Leipzig um 1880.
- Lehrbuch der rhythmischen Malerei der deutschen Sprache. 2. Auflage. Leipzig 1858.
- Der illustrierte neuhochdeutsche Parnaß. 2. Auflage. Leipzig 1864.
- Vorschule zum Homer. Stuttgart 1863.
- Katechismus der Mythologie aller Kulturvölker. 3. Auflage. Leipzig Oehmigke 1874.
- Die deutsche Dichtkunst. Satirisch-komisches Lehrgedicht. Leipzig 1837.
- Der Prinzenraub. Schauspiel. Leipzig 1839.
- Gedichte. Leipzig 1847.
- Lieder und Oden. Leipzig 1854.
- Der Künstler. Novelle. Leipzig 1862.
- Die Weisen des Morgenlands. 2. Auflage. Leipzig 1865.
- Dem neuen Kaiser. Leipzig 1871.
- Graf von Platen als Mensch und Dichter. Literaturbriefe. Leipzig 1838.

als Übersetzer
- Äschylos: Tragödien. Metzler, Stuttgart 1853.
- Lukianos: Werke. Hinrichs, Leipzig 1836.
- Sophokles: Tragödien. Metzler, Stuttgart 1853.
- Homer: Gesänge. Hinrichs, Leipzig 1854/56 (Prosa)
- Pindar: Werke.
- Euripides: Dramen. Langenscheidt, Berlin 1911.
- Aristophanes: Lustspiele. Langenscheidt, Berlin 1921.